# Ученическо дружество „Вардар“
Ученическото дружество (дружина) „Вардар“ е основано през 1893 година в Белград от приетите в Сърбия ученици от Македония. Неговата официална цел според правилника му гласи:
| „ | Да работи за изследването и опознаването на своята родина в географски, етнографски и исторически поглед. | “ |

Дружеството се основава под въздействие на македонистичното учение на Стоян Новакович с цел поддържане на македонистки дух сред добре приетите в Сърбия ученици от Македония. Неговите членове обаче не били доволни от твърде агресивната сръбска пропаганда и от опитите за сърбизация на македонците. Сред основателите на дружеството били Кръсте Мисирков, Димитър Чуповски и др. Още през следващата година дружеството се сблъсква с организационни проблеми, а в 1895 година вече напълно прекратява дейността си.